# MULTI2
MULTI2 est un algorithme de chiffrement par bloc développé par Hitachi en 1988. C'est un algorithme sous forme de réseau de Feistel qui utilise des clés de 64 bits. 
Il fut conçu dans un but généraliste, et est actuellement[Quand ?] utilisé pour le chiffrement des flux pour la télévision haute définition au format ISDB-T au Japon.
À la mi-2009, cet algorithme n'avait pas encore été « cassé » sous sa forme utilisée dans l'ISDB-T (à 32 rounds) ; il existe cependant une méthode permettant de trouver une clé plus rapidement qu'en utilisant un algorithme de force brute.